# Velikkakathu Sankaran Achuthanandan
Velikkakathu Sankaran Achuthanandan (Punnapra, 20 ottobre 1923 – Thiruvananthapuram, 21 luglio 2025) è stato un politico indiano.
Fu primo ministro del Kerala dal 2006 al 2011, presidente delle riforme amministrative nello stesso stato con il rango di gabinetto statale dal 2016 al 2021, membro del Politburo del Partito Comunista Indiano dal 1985 fino al luglio 2009, quando fu rimosso a causa delle sue posizioni ideologiche e per tre volte leader dell'opposizione dello stato del Kerala.
Come primo ministro, Achuthanandan avviò varie iniziative, tra cui: le demolizioni a Munnar, per recuperare acri di terra occupata illegalmente, e a Kochi, per il recupero della corsia di emergenza della Mahatma Gandhi Road, le azioni contro la pirateria cinematografica, la lotta contro la mafia della lotteria nello stato. Fu determinante nel condannare l'ex ministro R. Balakrishna Pillai con l'accusa di corruzione, la promozione del software libero nello stato e soprattutto nell'adozione del software libero nel sistema di istruzione pubblica dello stato.

## Biografia
Figlio di Sankaran e Accamma, perse la madre a quattro anni e il padre a 11 anni. Ciò lo costrinse ad abbandonare gli studi precocemente e iniziò a lavorare aiutando il fratello maggiore in una sartoria del villaggio, successivamente lavorò come intrecciatore di coir per la realizzazione di corde.
La sua prima azione politica fu l'organizzazione dei lavoratori agricoli di Kuttanadu e già all'età di 16 anni, sotto A.K. Gopalan e A.V. Kunjambu, iniziò ad organizzare i lavoratori della fabbrica di cocco. Pur non avendo un'educazione formale, divenne noto per la sua semplicità, dedizione e profonda lettura. Fu iniziato al movimento politico da P. Krishna Pillai. Più tardi partecipò al movimento per la libertà e al movimento comunista, trovandosi in prima linea nella rivolta di Punnapra-Vayalar contro la politica di C.P. Ramaswamy Iyer, Divwan del Travancore, intenzionato a stabilire nello stato un governo di modello americano. Fu arrestato il 28 ottobre 1946 e portato alla stazione di polizia di Poonjar, ove fu picchiato duramente: i poliziotti gli forarono la pianta del piede in entrambe le gambe con la baionetta. Durante la sua vita politica, Achuthanandan passò in totale cinque anni e mezzo in prigione e quattro anni nascosto.
Achuthanandan fu poi in prima linea nelle lotte per la terra in Kerala, a partire dalla dichiarazione di Alappuzha nel 1970, chiedendo l'attuazione della legge sulle riforme agrarie approvata dal governo nel 1967. Più tardi le sue attività come leader dell'opposizione nell'Assemblea del Kerala riscossero una considerevole attenzione pubblica.

## Attività politica
Entrò in politica attraverso le attività sindacali e si unì al Congresso di Stato nel 1938. Nel 1940 divenne membro del Partito Comunista d'India (CPI), della cui segreteria di stato fu membro nel 1957. Nel 1964 fu tra i 32 membri che lasciarono il Consiglio Nazionale del CPI per formare il CPI Marxista (CPI(M)). Fu segretario del Comitato di Stato del Kerala tra il 1980 e il 1992 e membro del Politburo del CPI(M) dal 1985 fino al 2009, quando fu rimosso come azione disciplinare del partito. Fu il leader più anziano del CPI(M) in India.

### Leadership
Achuthanandan ricoprì molte posizioni nella sua lunga carriera politica: fu segretario di Stato del Kerala del CPI(M) tra il 1980 e il 1992 e divenne membro del Politburo nel 1985. Fu anche attivo nella politica parlamentare, venendo eletto come membro dell'Assemblea legislativa del Kerala nel 1967, 1970, 1991, 2001, 2006, 2011 e 2016. Fu poi il leader dell'opposizione nell'assemblea legislativa del Kerala dal 1992 al 1996, dal 2001 al 2006 e dal 2011 al 2016. Fu anche l'editore del quotidiano Deshabhimani del CPI(M) in lingua malayalam. Fu candidato a capo dell'amministrazione per le elezioni statali del 1996. In quelle elezioni, LDF guadagnò 80 dei 140 seggi, ma Achuthanandan, candidato nel distretto di Alappuzha, perse con un margine di 1965 voti. Così, E.K. Nayanar, il quale ottenne la posizione già due volte in precedenza, divenne nuovamente primo ministro.

### Primo ministro
Durante le elezioni per l'assemblea tenutesi in Kerala nell'aprile-maggio 2006, Achuthanandan sconfisse Satheesan Pacheeni del Fronte Democratico Unito con un margine di 20.017 voti nella circoscrizione di Malampuzha nel distretto di Palakkad, nonostante il ridotto supporto ricevuto dal partito. Prestò giuramento come undicesimo primo ministro del Kerala il 18 maggio 2006, con il suo gabinetto di 21 membri. All'età di 82 anni e 7 mesi, fu il più vecchio primo ministro del Kerala e uno dei più vecchi di tutta l'India. Il 12 luglio 2009, il Politburo e il Comitato centrale del CPI(M) lo rimossero dal Politburo per le sue prese di posizione in relazione all'accusa e alle procedure legali contro Pinarayi Vijayan nel suo presunto coinvolgimento nella corruzione di Lavlin.

### Elezione dell'Assemblea 2011
Il CPI(M) negò ad Achuthanandan un seggio per le elezioni dell'assemblea del 2011. In relazione a ciò, delle proteste ebbero luogo in tutto lo stato e anche sui siti di social networking come Twitter, Facebook e via SMS.
In quella che parve quasi essere una ripetizione della campagna preelettorale del 2006, il Politburo del CPI(M) esercitò pressioni sulla leadership statale per permettere ad Achuthanandan di partecipare alle elezioni per l'Assemblea dell'aprile 2011 in Kerala. Achuthanandan gareggiò dalla circoscrizione di Malampuzha vincendo con un margine di circa 25.000 voti.

### Rimozione dello staff personale
Il 12 maggio 2013, tre dei suoi collaboratori personali, V.K. Sasidharan (segretario privato aggiuntivo), A. Suresh (assistente personale) e K. Balakrishnan (addetto stampa), furono estromessi dal Politburo, incaricato dal comitato centrale del CPI(M) di decidere le azioni da intraprendere contro di loro. Vennero espulsi con l'accusa di aver fatto trapelare informazioni ai media. Con tale decisione, l'arci-rivale di Achuthanandan e segretario di stato del CPI(M) Pinarayi Vijayan sembrò aver avuto la meglio: il comitato statale del partito, in cui Vijayan ha un'enorme maggioranza, voleva che anche Achuthanandan fosse rimosso dal ruolo di leader dell'opposizione, ma ciò non è successo. K.M. Shahjahan ha comunque definito l'accaduto "un taglio delle ali di Achuthanandan".

### Elezione dell'Assemblea 2016
Nelle elezioni dell'assemblea legislativa del Kerala del 2016, il Fronte Democratico della Sinistra (LDF) ha ottenuto una grande vittoria con un totale di 91 seggi in 140 circoscrizioni. All'età di 92 anni, Achuthanandan ha viaggiato attraverso lo stato facendo campagna per il partito. Achuthanandan ha partecipato a queste elezioni dalla circoscrizione di Malampuzha, dove ha vinto con un margine di 27.142 voti contro C. Krishnakumar, che si è classificato secondo. Essendo il volto e il leader più riconoscibile del partito, è stato ipotizzato che sarebbe stato il ministro principale. Tuttavia, considerando la sua età avanzata e la salute carente, la leadership statale e centrale ha nominato Pinarayi Vijayan come primo ministro.
Achuthanandan è stato nominato presidente della Commissione per le riforme amministrative il 3 agosto 2016.

## Nella cultura popolare
- Nel film Aayudham, K. Surendranatha Thilakan ha interpretato il ruolo del primo ministro, fortemente modellato su V. S. Achuthanandan.
- Nel film I. G. - Inspector General, Rajan P. Dev ha interpretato il ruolo del primo ministro, fortemente modellato su V. S. Achuthanandan.
- Nel film August 15, il personaggio del primo ministro del Kerala, interpretato dall'attore Nedumudi Venu, era ispirato alla vita politica di V. S. Achuthanandan.